# Кто самый сильный?
«Кто самый сильный?» — советский кукольный мультипликационный фильм-сказка, снятый режиссёром Владимиром Дегтярёвым на студии «Союзмультфильм» в 1961 году по сценарию Григория Колтунова.

## Сюжет
По мотивам ненецкой народной сказки.
Мать отправляет сыновей Някочи и Паполя за дровами. Мальчики начинают бороться за топор. Уложил было Някочи Паполя на лопатки и заявил о том, что именно он будет рубить дрова по праву сильного, но и сам упал, поскользнувшись на льду. Решили мальчики, что лёд, как самый сильный, должен сказать, кому рубить дрова. Но Льдина ответила ребятам, что Солнце сильнее её. Добрались братья до Солнца, но оно сказало, что Туча сильнее его. Добрались ребята до Тучи, но её прогнал ветер. Пытался ветер и дальше доказать свою силу, но не удалось ему сдвинуть Скалу, разбился он об неё. А Скала пожаловалась, что Дерево её разрушает. Забрались братья на Скалу, а Дерево перед Някочи и Паполя похваляться стало, что оно и вправду самое сильное. Возмутились братья, да и срубили Дерево, сменяясь без споров. Так и выяснили они, что сильнее всех на свете — Человек.

## Съёмочная группа
| Автор сценария              | Григорий Колтунов                                                               |
| Режиссёр-постановщик        | Владимир Дегтярёв                                                               |
| Ассистенты режиссёра        | Вера Гокке (монтажёр), А. Дымич                                                 |
| Художник-постановщик        | Владимир Дегтярёв                                                               |
| Художники кукол и декораций | Роман Гуров (руководитель), Владимир Алисов, Геннадий Лютинский, В. Калашникова |
| Кукловоды-мультипликаторы   | Лев Жданов, Кирилл Мамонов, Павел Петров                                        |
| Оператор                    | Николай Гринберг                                                                |
| Редактор                    | Борис Воронов                                                                   |
| Композитор                  | Юрий Левитин                                                                    |
| Директор картины            | Натан Битман                                                                    |
| Звукооператор               | Георгий Мартынюк                                                                |
| Роли озвучивали             | Мария Виноградова, Тамара Дмитриева                                             |

## Технические данные
| Тип                          | объёмно-кукольный или кукольный                             |
| Возрастная категория         | 0+                                                          |
| Цветность                    | цветной                                                     |
| Длительность                 | 15 минут 54 секунды                                         |
| Количество частей            | 2 части                                                     |
| Длина плёнки                 | 437 метров                                                  |
| Киностудия                   | «Союзмультфильм» (творческое объединение кукольных фильмов) |
| Дата производства            | 1961 год                                                    |
| Дата выпуска                 | октябрь 1961 года                                           |
| Разрешительное удостоверение | - ВЭ ноябрь 1961 г. - 214016305 от 07.06.2005               |

## Описание, отзывы и критика
Полный сценарий мультфильма был опубликован в восьмом выпуске сборника сценариев рисованных мультфильмов в 1964 году (под названием «Самый сильный»).
На основе мультфильма в 1976 году была опубликовано отдельное переиздание сказки.
Самому Владимиру Дегтярёву мультфильм «Кто самый сильный?» очень нравился, несмотря на то, что многие считали его посредственным. Он полагал, что, благодаря точным изобразительно-художественным решениям, фильм хорошо воспринимается малышами.
По мнению Оробинской Д. С., сюжет мультфильма 1961 года «Кто самый сильный?» основан на мотивах северных народных сказок. Герои фильма в результате долгих поисков выясняют, что именно «Человек сильнее всех!» Этот вывод, эта мораль были основой мировоззрения советского времени, соответствуют общей идее советского кинематографа о превосходстве человека над стихией севера.